# Сквер Гідності
Сквер Гідності — громадський простір у південній частині міста Львова (Сихівський район), між будинками № 105 та № 109 на проспект Червоної Калини, перед СШ № 98. 
Загальна площа 0,361 га. 
Сквер був створений ухвалою № 3971 Львівської міської ради від 23 жовтня 2014 року, а 14 липня 2015 року йому було присвоєно назву «Сквер Гідності».

## Історія створення

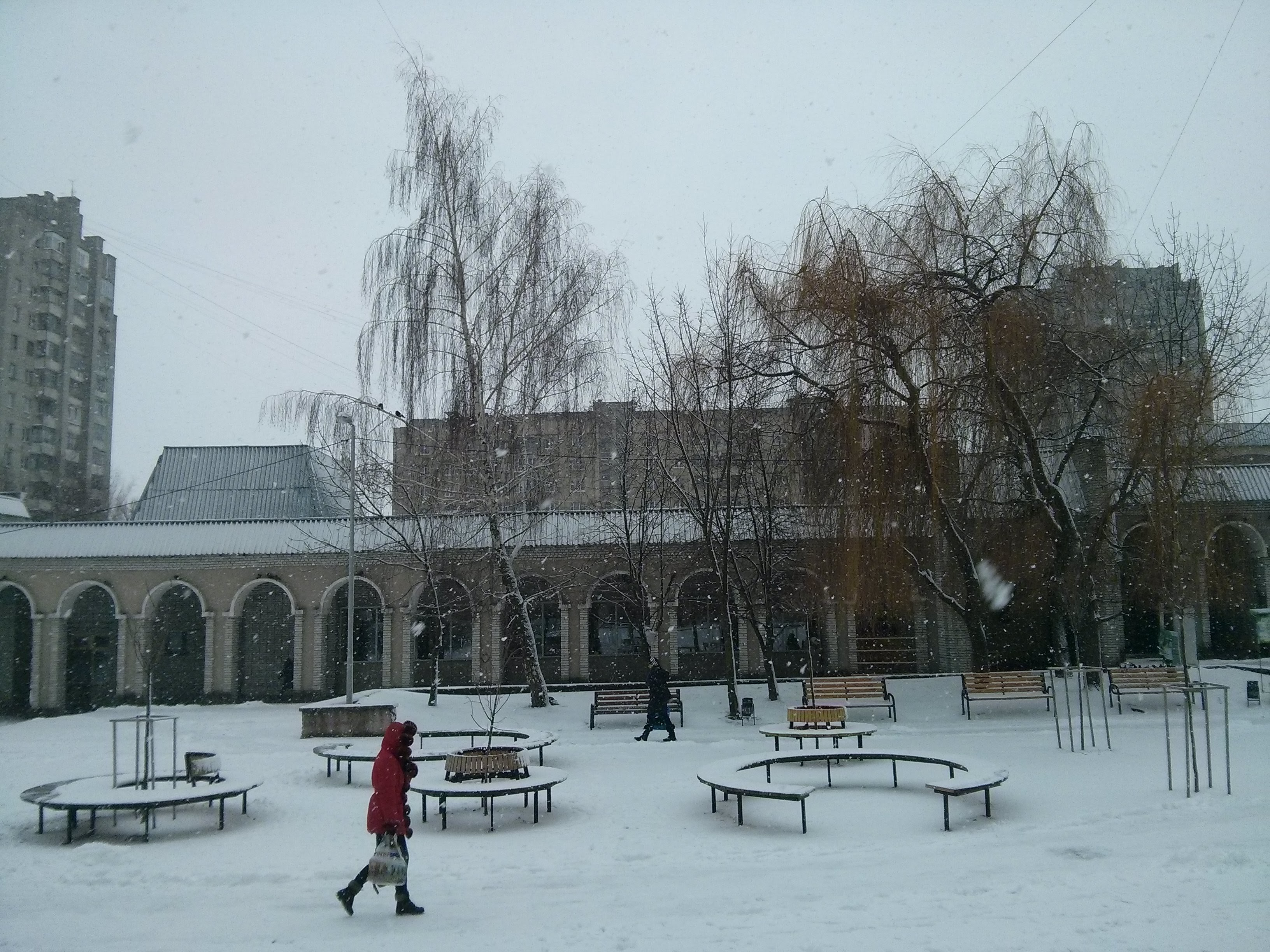

У травні 2014 мешканці Львова виступили проти капітального будівництва перед СШ № 98, на території між будинками № 105 та № 109 на проспекті Червоної Калини. Конфлікт став поштовхом до роботи над облаштуванням наявного скверу та обговоренням того, як повинен виглядати цей простір у майбутньому, формуванням візії проєкту.
Мешканці об'єдналися в ГО «Кращий Сихів» та ефективно співпрацюють із владою в питаннях з приводу облаштування скверу. Учасники урбан-ініціативи «Група 109» розробили проєкт реконструкції скверу. Тісна співпраця активних мешканців, громадських організацій та ініціатив із владою поступово наближає той час, коли Сихів отримає громадський простір нової якості.
Перша частина оновленого простору була відкрита в грудні 2015 року. Протягом 2016—2017 років були завершені роботи над площею перед школою. У 2018 році встановили три нові круглі лавки у Сквері Гідності.
На території простору 19 нових круглих лавок трьох типів, де можуть відпочивати всі, хто бажає відвідати сквер. Їх теж дарували жителі району, або організації.

## Види дерев у сквері
У листопаді 2015 року у сквері сихівчани посадили 15 нових дерев:
- Сакура Канзан (Prunus serrulata Kanzan), всього 2 дерева;
- Клен червоний (Acer rubrum October Glory), всього 2 дерева;
- Клен гостролистий (ф. куляста) (Acer platanoides Globosum), всього 4 дерева;
- Слива Піссарді (Prunus cerasifera Pissardii), всього 3 дерева;
- Липа американська (Tilia Americana «American Sentry»), всього 4 дерева.

Саджанці для скверу подарували мешканці Сихова, львів'яни та організації. Біля дерев є таблички з інформацією про дарувальників.
2017 року у сквері посадили ще 19 дерев у рамках реалізації третьої та четвертої фази проєкту оновлення.